# Elgin (Dakota del Norte)
Elgin es una ciudad ubicada en el condado de Grant en el estado estadounidense de Dakota del Norte. En el censo de 2010 tenía una población de 642 habitantes y una densidad poblacional de 235,85 personas por km².

## Geografía
Elgin se encuentra ubicada en las coordenadas 46°24′9″N 101°50′34″O / 46.40250, -101.84278. Según la Oficina del Censo de los Estados Unidos, Elgin tiene una superficie total de 2.72 km², de la cual 2.72 km² corresponden a tierra firme y (0%) 0 km² es agua.

## Demografía
Según el censo de 2010, había 642 personas residiendo en Elgin. La densidad de población era de 235,85 hab./km². De los 642 habitantes, Elgin estaba compuesto por el 98.29% blancos, el 0% eran afroamericanos, el 0.93% eran amerindios, el 0% eran asiáticos, el 0% eran isleños del Pacífico, el 0.16% eran de otras razas y el 0.62% pertenecían a dos o más razas. Del total de la población el 0.16% eran hispanos o latinos de cualquier raza.